# Östra Vrams landskommun
Östra Vrams landskommun var en tidigare kommun i dåvarande Kristianstads län.

## Administrativ historik
Kommunen bildades i Östra Vrams socken i Gärds härad i Skåne när 1862 års kommunalförordningar trädde i kraft.
Vid kommunreformen 1952 uppgick kommunen i Tollarps landskommun som 1974 uppgick i Kristianstads kommun.